# Lusters kommun
Lusters kommun (norska: Luster kommune) är en kommun i Vestland fylke i västra Norge.  Den ligger vid Lustrafjorden längst in i Sognefjorden, och gränsar i norr till Stryns och Skjåks kommuner, i öster till Loms och Vangs kommuner, i söder till Årdals kommun och i väster till Sogndals och Sunnfjords kommuner. Kommunens centralort är tätorten Gaupne.
Urnes stavkyrka som är upptagen på Unescos världsarvslista ligger på den östra sidan av Lustrafjorden i den södra delen av kommunen. 
Luster har stora fjällområden. Delar av Jostedalsbreen, Breheimen och Hurrungane ligger i kommunen. Skagastølstindane ligger på gränsen mellan Lusters och Årdals kommuner. Det högsta fjället i landsdelen Vestlandet och Norges tredje högsta fjäll, Storen 2 404 meter över havet, markerar kommungränsen.

## Orter

### Tätorter
I Lusters kommun finns två tätorter:
- Gaupne (centralort)
- Hafslo

Orten Hestnes har tidigare räknats som en egen tätort men räknas numera som en del av tätorten Hafslo.

### Andra orter
- Luster
- Marifjøra
- Skjolden
- Solvorn
- Urnes
- Veitastrond

## Socknar
Inom Norska kyrkan är Lusters kommun indelad i sju socknar:
- Dale socken
- Fet og Jorangers socken
- Fortuns socken
- Gaupne socken
- Hafslo og Solvorns socken
- Jostedals socken
- Nes socken

Socknarna ingår i Sogns prosteri i Bjørgvins stift.

## Bilder

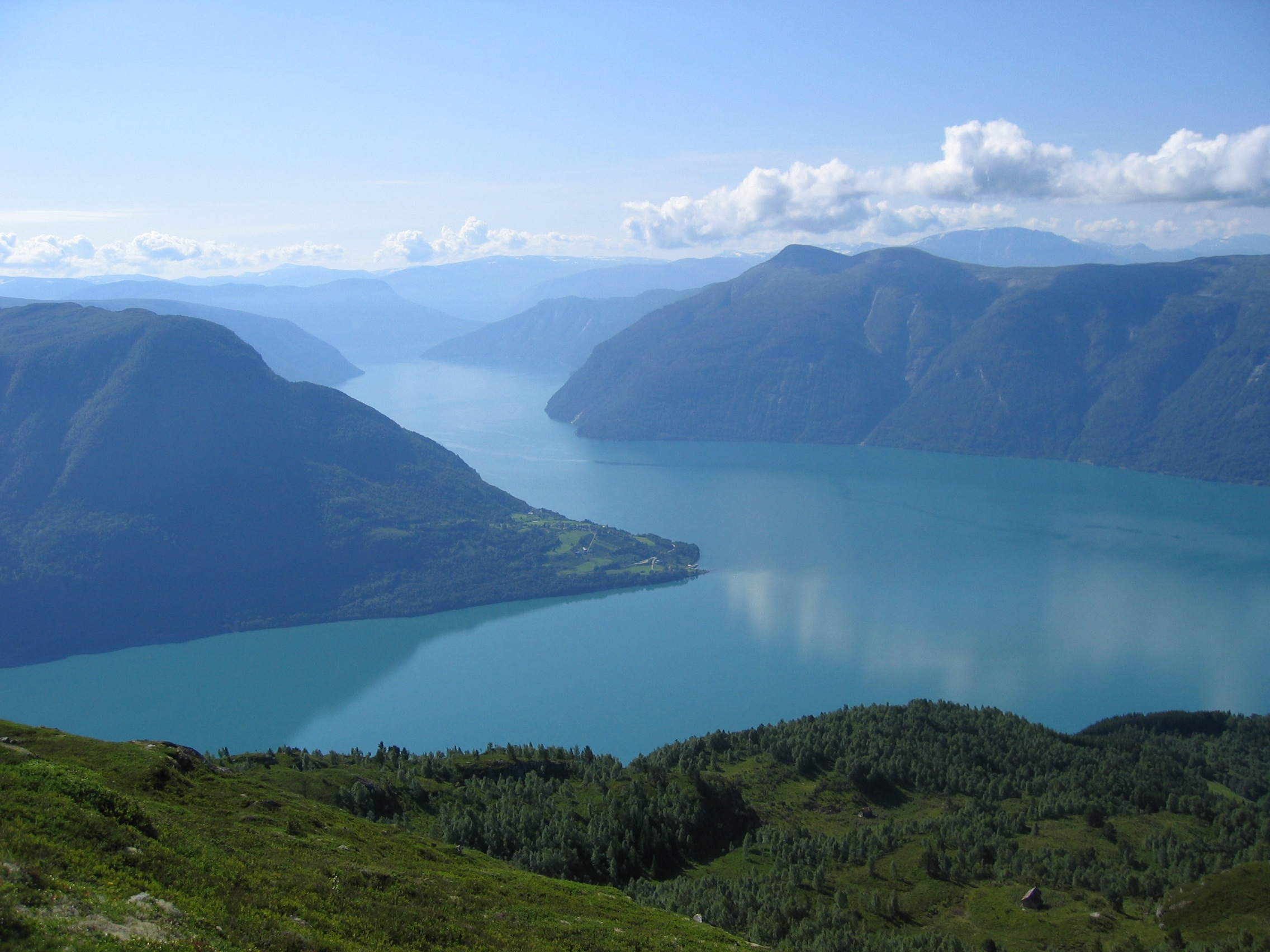
Lustrafjorden vid Urnes.
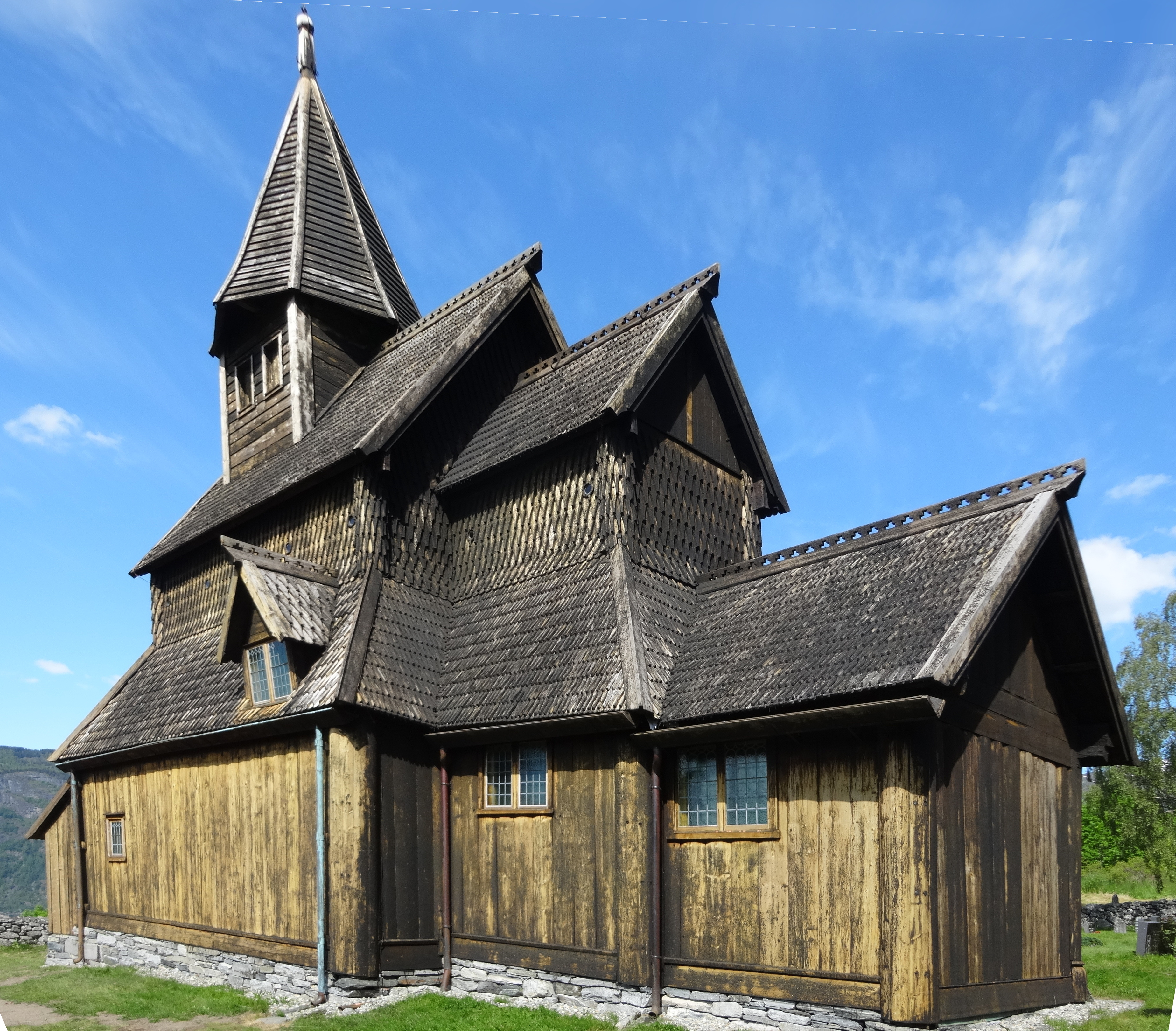
Urnes stavkyrka färdigställdes någon gång mellan 1130 och 1150.
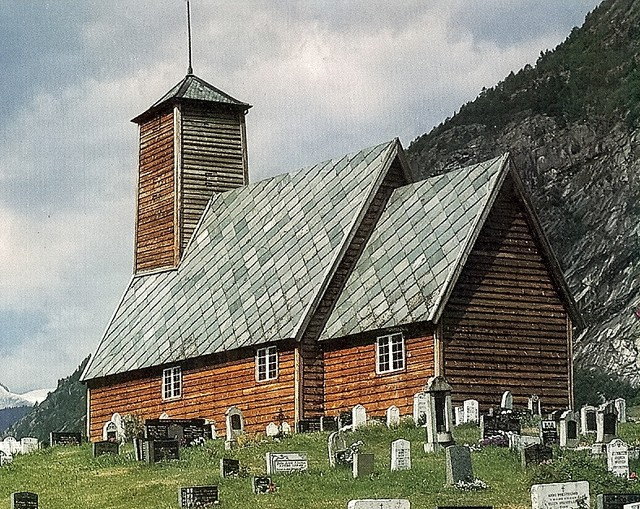
Gaupne kyrka.
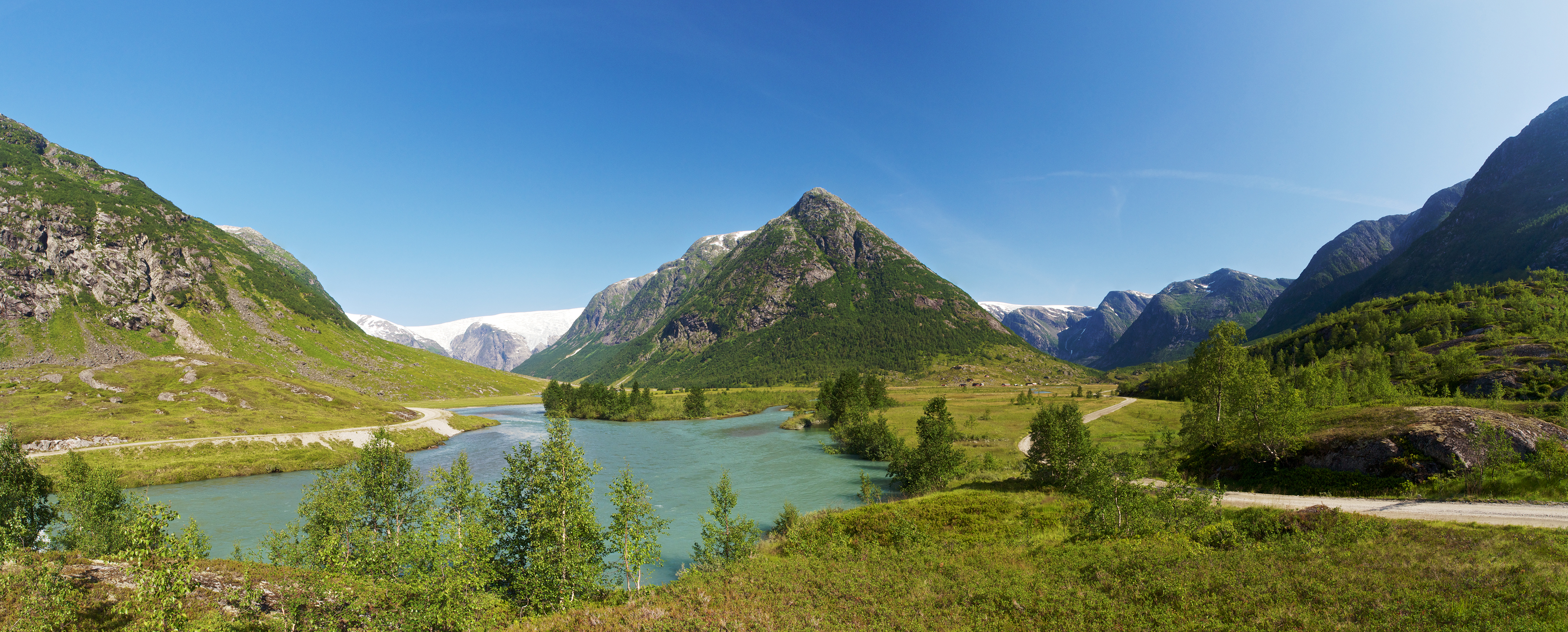
Skyttarpiggen mellan Austerdalen (höger) och Langedalen.